# Attentat du 30 janvier 1993 à Bogota
L'attentat du 30 janvier 1993 à Bogota, en Colombie est un acte terroriste attribué au cartel de Medellín dont l'une de ses nombreuses branches est consacrée au trafic de drogue. Il est perpétré dans le centre-ville de la capitale avec une voiture piégée et fait 25 morts et 70 blessés. Il s'agit du troisième attentat à Bogota en 1993, tous étant attribués aux narcotrafiquants.
Le Président de la Colombie, César Gaviria, qui se trouve en Équateur au moment des faits, a attribué la responsabilité de l'attaque à Pablo Escobar, chef du cartel de Medellin, et à « ce qui reste de son organisation meurtrière ».